# Funkspruch

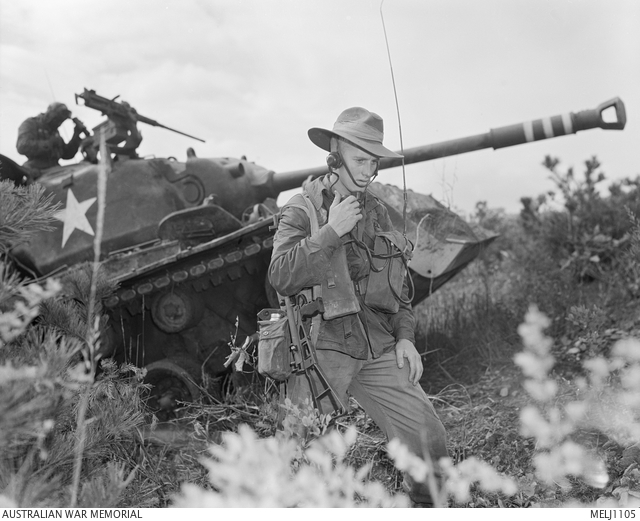
Ein Soldat des Royal Australian Regiment gibt einen Funkspruch ab (1955)

Ein Funkspruch (englisch radio message) ist eine meist kurze und nach gewissen Regeln im Sprechfunk übermittelte formgebundene Nachricht, die per Funk im Funkverkehr abgesetzt („gefunkt“) wird. Auch schriftliche Nachrichten können als Funksprüche bezeichnet werden. 
Im Gegensatz dazu handelt es sich bei einem Funktelegramm stets um eine schriftliche Nachricht, also ein per Funk übermitteltes Telegramm.

## Formen

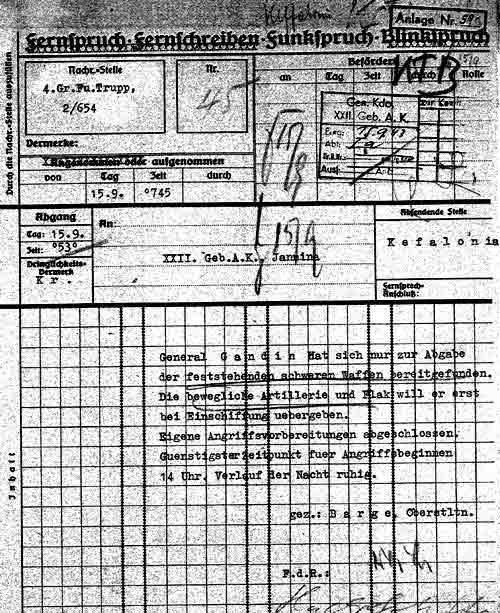
Ein schriftlicher Funkspruch aus dem Zweiten Weltkrieg (1943)

Zu den im Funkspruch enthaltenen Informationen zählen je nach Funkdienst die Identifikation des Funkers oder der Funkstelle sowie die Nennung des Funkrufnamens oder Rufzeichens der Zielperson, zudem die zu übermittelnde Information in der für den jeweiligen Funkdienst geläufigen Form (BOS-, Amateur-, See- und Flugfunk haben z. B. unterschiedliche Funkrichtlinien bzw. Betriebstechniken). Dazu kommen eventuelle Inhalte privater, bzw. nicht sicherheitsrelevanten Art.
Im Funkspruch wird eine möglichst komprimierte Form der Information angestrebt, um die zumeist limitierte Bandbreite effizient auszunutzen. Die Komprimierung durch Verwendung von Abkürzungen, Formeln oder Q-Gruppen hat unter anderem auch den Vorzug, dass die verwendete Frequenz nur kurz belegt wird und bei mobilen Funkgeräten die Batterie geschont wird.
Funksprüche sind zu unterscheiden von den formlosen Funkgesprächen und Durchsagen. Funksprüche innerhalb des BOS-Funks müssen in der Regel dokumentiert werden.
In der Frühzeit des Rundfunks gab der Sender Breslau die rundfunktechnische Fachzeitschrift Der Funkspruch heraus.

## Besondere Formen
- Eine Sonderform des Funkspruches ist der Rundspruch, der nicht der Kontaktaufnahme oder Informationsübermittlung mit einer einzelnen Funkstelle dient, sondern Informationen an mehrere Teilnehmer des betreffenden Dienstes übermittelt.
- Der Allgemeine Anruf (CQ) ist ein Funkspruch, der nicht die Kontaktaufnahme mit einer bestimmten Funkstelle einleitet, sondern sich an jede Funkstelle wendet, die den Anruf empfangen hat und darauf antworten möchte.
- Dringlichkeitsrufe und Notrufe sind ebenfalls verbreitete Formen des Funkspruches.

## Verschlüsselter Funkspruch
Eine weitere besondere Form eines Funkspruchs ist der verschlüsselte Funkspruch. Im Gegensatz zum Amateurfunkdienst, der der Völkerverständigung dient, und aus dem Grund keine verschlüsselten Funksprüche, sondern stets den „offenen Wortlaut“ in Form von „Klarsprüchen“ nutzt, ist zum Beispiel im militärischen Funkverkehr die Geheimhaltung der übermittelten Informationen essentiell wichtig. Hier werden „Geheimsprüche“ übermittelt.